# Lucas Emanuel Gómez
Lucas Emanuel Gómez (Mendoza, Argentina; 6 de octubre de 1987) es un futbolista argentino. Se desempeña en la posición de delantero y su actual equipo es el Municipal Pérez Zeledón de la Primera División de Costa Rica.

## Trayectoria
Se inició en el Club Almagro. Llegó a mediados del 2018 al Juan Aurich, club donde salió goleador. Sin embargo, no pudo ascender, perdiendo en semifinales del torneo de ascenso.

## Estadísticas
Actualizado al último partido disputado el 15 de mayo de 2022
| Club                                   | Div.          | Temporada     | Liga  | Liga  | Copas nacionales | Copas nacionales | Copas internacionales | Copas internacionales | Total | Total |
| Club                                   | Div.          | Temporada     | Part. | Goles | Part.            | Goles            | Part.                 | Goles                 | Part. | Goles |
| -------------------------------------- | ------------- | ------------- | ----- | ----- | ---------------- | ---------------- | --------------------- | --------------------- | ----- | ----- |
| Independiente Rivadavia Argentina      | 3.ª           | 2004-07       | 32    | 6     | —                | —                | —                     | —                     | 32    | 6     |
| Independiente Rivadavia Argentina      | Total club    | Total club    | 32    | 6     | 0                | 0                | 0                     | 0                     | 32    | 6     |
| Almagro Argentina                      | 2.ª           | 2007-08       | 19    | 1     | —                | —                | —                     | —                     | 19    | 1     |
| Almagro Argentina                      | Total club    | Total club    | 19    | 1     | 0                | 0                | 0                     | 0                     | 19    | 1     |
| Brujas · Costa Rica                    | 1.ª           | 2008-09       | 14    | 4     | —                | —                | —                     | —                     | 14    | 4     |
| Brujas · Costa Rica                    | 1.ª           | 2009-10       | 10    | 2     | —                | —                | —                     | —                     | 10    | 2     |
| Brujas · Costa Rica                    | 1.ª           | 2010-11       | 12    | 4     | —                | —                | —                     | —                     | 12    | 4     |
| Brujas · Costa Rica                    | Total club    | Total club    | 36    | 10    | 0                | 0                | 0                     | 0                     | 36    | 10    |
| Alumni Argentina                       | 2.ª           | 2011-12       | 20    | 4     | —                | —                | —                     | —                     | 20    | 4     |
| Alumni Argentina                       | Total club    | Total club    | 20    | 4     | 0                | 0                | 0                     | 0                     | 20    | 4     |
| Deportivo Armenio Argentina            | 2.ª           | 2013          | 2     | 0     | —                | —                | —                     | —                     | 2     | 0     |
| Deportivo Armenio Argentina            | Total club    | Total club    | 2     | 0     | 0                | 0                | 0                     | 0                     | 2     | 0     |
| Universidad de Costa Rica · Costa Rica | 1.ª           | 2013-14       | 36    | 16    | —                | —                | —                     | —                     | 36    | 16    |
| Universidad de Costa Rica · Costa Rica | Total club    | Total club    | 36    | 16    | 0                | 0                | 0                     | 0                     | 36    | 16    |
| Motagua Honduras                       | 1.ª           | 2014-15       | 11    | 3     | —                | —                | —                     | —                     | 11    | 3     |
| Motagua Honduras                       | 1.ª           | 2015-16       | 5     | 1     | —                | —                | 3                     | 0                     | 8     | 1     |
| Motagua Honduras                       | Total club    | Total club    | 16    | 4     | 0                | 0                | 3                     | 0                     | 19    | 4     |
| Alajuelense · Costa Rica               | 1.ª           | 2016          | 10    | 2     | —                | —                | —                     | —                     | 10    | 2     |
| Alajuelense · Costa Rica               | Total club    | Total club    | 10    | 2     | 0                | 0                | 0                     | 0                     | 10    | 2     |
| Cartaginés · Costa Rica                | 1.ª           | 2017          | 16    | 5     | —                | —                | —                     | —                     | 16    | 5     |
| Cartaginés · Costa Rica                | Total club    | Total club    | 16    | 5     | 0                | 0                | 0                     | 0                     | 16    | 5     |
| ACD Lara · Venezuela                   | 1.ª           | 2017          | 21    | 10    | —                | —                | —                     | —                     | 21    | 10    |
| ACD Lara · Venezuela                   | Total club    | Total club    | 21    | 10    | 0                | 0                | 0                     | 0                     | 21    | 10    |
| Neftchi Baku Azerbaiyán                | 1.ª           | 2018          | 13    | 2     | 2                | 1                | —                     | —                     | 15    | 3     |
| Neftchi Baku Azerbaiyán                | Total club    | Total club    | 13    | 2     | 2                | 1                | 0                     | 0                     | 15    | 3     |
| Juan Aurich · Perú                     | 2.ª           | 2018          | 12    | 6     | —                | —                | —                     | —                     | 12    | 6     |
| Juan Aurich · Perú                     | Total club    | Total club    | 12    | 6     | 0                | 0                | 0                     | 0                     | 12    | 6     |
| Deportivo Táchira · Venezuela          | 1.ª           | 2019          | 39    | 16    | —                | —                | —                     | —                     | 39    | 16    |
| Deportivo Táchira · Venezuela          | 1.ª           | 2021          | 24    | 10    | —                | —                | 8                     | 2                     | 32    | 12    |
| Deportivo Táchira · Venezuela          | Total club    | Total club    | 63    | 26    | 0                | 0                | 8                     | 2                     | 71    | 28    |
| Real Santa Cruz · Bolivia              | 1.ª           | 2020          | 21    | 9     | —                | —                | —                     | —                     | 21    | 9     |
| Real Santa Cruz · Bolivia              | Total club    | Total club    | 21    | 9     | 0                | 0                | 0                     | 0                     | 21    | 9     |
| Pérez Zeledón · Costa Rica             | 1.ª           | 2022          | 22    | 4     | —                | —                | —                     | —                     | 22    | 4     |
| Pérez Zeledón · Costa Rica             | Total club    | Total club    | 22    | 4     | 0                | 0                | 0                     | 0                     | 22    | 4     |
| Total carrera                          | Total carrera | Total carrera | 339   | 105   | 2                | 1                | 11                    | 2                     | 352   | 108   |

## Palmarés

### Campeonatos nacionales
| Título                                 | Club               | País       | Año  |
| -------------------------------------- | ------------------ | ---------- | ---- |
| Campeón Primera División de Costa Rica | Brujas Fútbol Club | Costa Rica | 2009 |
| Liga Nacional de Honduras              | Motagua            | Honduras   | 2014 |
| Torneo Clausura                        | ACD Lara           | Venezuela  | 2017 |

LigaFutve (Deportivo Tachira)2021

### Distinciones individuales
| Distinción                                    | País       | Año  |
| --------------------------------------------- | ---------- | ---- |
| Máximo goleador (en conjunto) del Verano 2014 | Costa Rica | 2014 |
| Mejor extranjero del Verano 2014              | Costa Rica | 2014 |